# Route nationale 537
Die Route nationale 537, kurz N 537 oder RN 537, war von 1933 bis 1973 eine französische Nationalstraße, die zwischen der Nationalstraße 94 südwestlich von Montmaur und Corps verlief. Ihre Länge betrug 41 Kilometer. In den 1980er und 1990er Jahren wurde der Westteil des Boulevard périphérique von Nantes als N 537 bezeichnet. Dieser ist heute die Nationalstraße 844. Es gibt eine N 537 als westlichen Seitenast der Nationalstraße 237, der als Boulevard périphérique von La Rochelle dient.

## Streckenverlauf
| Position | höchste zulässige Gesamtgeschwindigkeit | Fahrbahnen | Typ                 | Abschnitt   | Längengrad | Breitengrad |
| -------- | --------------------------------------- | ---------- | ------------------- | ----------- | ---------- | ----------- |
| 1        | 90                                      | 1          |                     | N 237       | 46.1710    | -1.1900     |
| 2        | 90                                      | 2 (1)      | Teil-Anschlußstelle |             | 46.1684    | -1.1912     |
| 3        | 90                                      | 2          |                     |             | 46.1651    | -1.1931     |
| 4        | 90                                      | 1          |                     | La Rochelle | 46.1632    | -1.1941     |

## N 537a
Die Route nationale 537A, kurz N 537A oder RN 537A, war von 1933 bis 1973 ein Seitenast der N 537, der von dieser westlich von Montmaur abzweigte und zur N94 südöstlich des Ortes verlief. Ihre Länge betrug 3,5 Kilometer.